# La Virgen de la Anunciación (Antonello da Messina)
La Virgen de la Anunciación (en italiano: 'Annunciata di Palermo'), es un cuadro de Antonello da Messina del Primer Renacimiento. Se trata de una de las obras maestras del pintor, realizada entre 1474 y 1476, en la que aplica el más alto grado de su arte. El cuadro,  de pequeño formato, (45 × 34,5 cm) constituye uno de los tesoros de la Galleria Regionale della Sicilia en Palermo, y una de las más célebres pinturas de Sicilia, si no la que más.
Con una gran economía de medios, únicamente a través del gesto y la expresión facial de María, Antonello llega a representar el conjunto del desarrollo de la Anunciación. El cuadro omite el elemento esencial que permite identificar al primer vistazo una Anunciación: el Arcángel Gabriel. La hipótesis de un díptico desmembrado, que habría representado al ángel sobre otro panel, está descartada formalmente, ya que no hay ningún rastro de uniones ni de fijaciones detectables sobre la tabla de Palermo.

## Descripción
El retrato está representado en tres-cuartos, lo que es típico de los retratos individuales de Antonello. La capa azul, estructurada en dos triángulos ha sido igualmente utilizada por Antonello un año antes, en 1474, para la representación de La Virgen de la Anunciación o Madonna de la Predicación en la Alte Pinakothek de Múnich.
María mira fuera del marco, delante de este : ella no se fija, no obstante, en el espectador, sino en el mismo arcángel Gabriel. Por esta representación, Antonello podía renunciar a la representación necesaria del arcángel, apoyándose en la referencia bíblica subyacente. Un espectador frontal del cuadro está, efectivamente, en la obligación, para interpretar correctamente lo que muestra el cuadro, de imaginar a éste, ya sea que se mantenga de pie, o de rodillas a la izquierda, a su lado.
La representación igualmente muy simple de la Virgen se opone a las habituales, que la presentan envuelta en un lujoso brocado, o sobre fondo de oro : Antonello la representa en el momento de la Anunciación como una mera mujer judía sorprendida por el anuncio. La sencillez de la concepción de la ropa, con poco brocado, constituye una anticipación histórica del arte del Alto Renacimiento.
También asombra el color y la sencillez del fondo, que atrae así la concentración del espectador sobre las emociones de María.